# Kirk Hinrich
Kirk James Hinrich (* 2. Januar 1981 in Sioux City, Iowa) ist ein ehemaliger US-amerikanischer Basketballspieler, der von 2003 bis 2016 in der NBA aktiv war, die meiste Zeit davon bei den Chicago Bulls.

## NBA-Karriere
Hinrich spielte College-Basketball an der University of Kansas. Im NBA-Draft 2003 wurde er an siebter Stelle von den Chicago Bulls ausgewählt und nach einem guten ersten Profijahr in das NBA All-Rookie First Team berufen. Hinrich war die ersten fünf Jahre der nominelle Starter auf der Point Guard Position und erzielte im Schnitt 16 Punkte und 6 Assists. Mit der Verpflichtung von Derrick Rose im Jahre 2008 kam er fortan von der Bank.

Im Juni 2010 wurde Hinrich von den Bulls zu den Washington Wizards transferiert. Im Gegenzug erhielten die Bulls die Draftrechte für Kevin Seraphin und Vladimir Veremeenko. Bei den Wizards spielte Hinrich bis Februar 2011. 

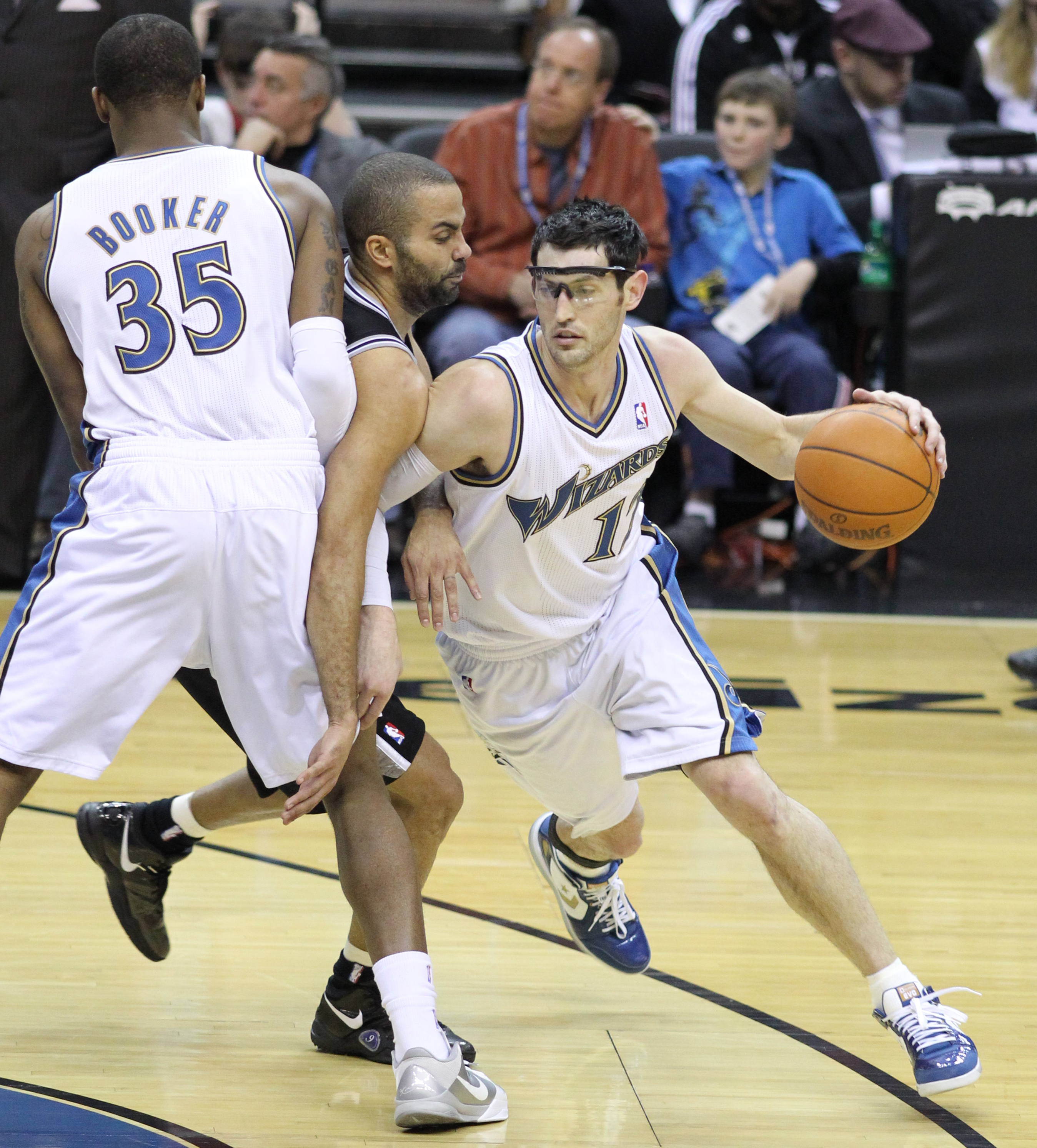
Hinrich im Trikot der Wizards

Am 23. Februar 2011 wurde er in einem Trade für Mike Bibby zu den Atlanta Hawks transferiert. Aufgrund einer schweren Verletzung verpasste er in der Saison 2011/12 mehrere Spiele.
Zur NBA-Saison 2012/13 kehrt Hinrich zu den Chicago Bulls zurück und unterschrieb einen Vertrag über zwei Jahre. Aufgrund der schweren Verletzung von Derrick Rose spielte Hinrich nun wieder als startender Point Guard und erzielte 7,7 Punkte und 5,2 Assists im Schnitt. 
Auch die darauffolgende Saison durfte er, aufgrund Roses Verletzung, viele Spiele starten. Er erzielte 9,1 Punkte, traf aber nur 37 % seiner Feldwürfe. Mit der Rückkehr von Rose in der Saison 2014/15 rückte Hinrich wieder ins zweite Glied. Er baute 2015/16 altersbedingt stark ab und kam nur noch sporadisch zum Einsatz.  
Im Februar 2016 wurde Hinrich wieder zurück zu den Atlanta Hawks transferiert, wo er die Saison zu Ende spielte. 

## Nationalmannschaft
2006 holte Hinrich mit der Nationalmannschaft der USA Bronze bei der Weltmeisterschaft 2006 in Japan.